# Acrhelia horrescens
Acrhelia horrescens är en korallart som först beskrevs av James Dwight Dana 1846.  Acrhelia horrescens ingår i släktet Acrhelia och familjen Oculinidae. Inga underarter finns listade i Catalogue of Life.